# 五經算術
《五经算术》为《算经十书》之一。相传为北周甄鸾所作。因经文中多处出現「按」和「甄鸾按」的字眼，亦有数学史家认为甄鸾并非作者。
《五经算术》全书共两卷，搜集了《周易》、《诗经》、《尚书》、《周礼》、《仪礼》、《礼记》、《论语》、《左传》、《汉书》等典籍中所涉及的数学问题，并进行解释或解答。

## 參見

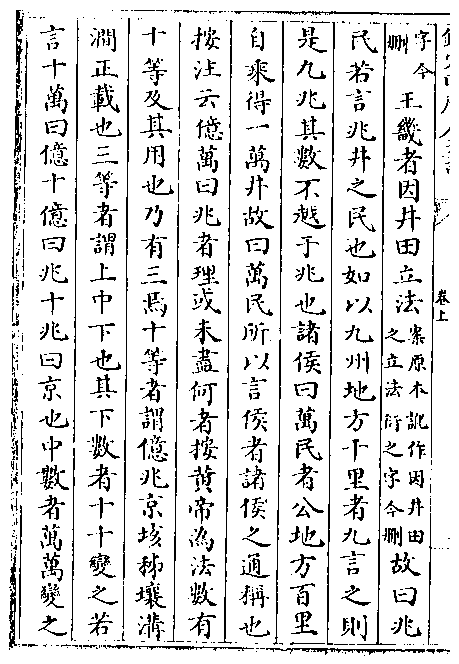
五經算術 大數系統段